# Thyene bilineata striatipes
Thyene bilineata là một phân loài nhện trong họ Salticidae.
Loài này thuộc chi Thyene. Thyene bilineata striatipes được George Newbold Lawrence miêu tả năm 1927.